# Ферст, Ойген фон
Фридрих Кристиан Ойген фон Ферст (нем. Friedrich Christian Eugen von Vaerst; 10 апреля 1792, Везель — 16 сентября 1855) — прусский офицер, барон, писатель, директор театра в Бреслау, гастрософ.

## Биография
Барон Ферст учился в школах Везеля и Байрейта. С 1803 года обучался в Берлинском кадетском корпусе, в 1810 году поступил на службу в прусскую армию и спустя год получил офицерское звание. В 1812 году принимал участие в походе на Россию и в 1813—1815 годах — в освободительных войнах. Ферст проявил себя в битве при Ватерлоо, был награждён Железным крестом, орденом Святого Владимира и Святой Анны и переведён на службу в гвардию. В 1818 году Ферст вышел в отставку в звании капитана и отправился путешествовать по Европе.
Ферст дружил и выпивал с Э. Т. А. Гофманом и выступил прототипом для брата Серапиона, в Бреслау Ферст подружился с Карлом Шаллем, Карлом фон Хольтеем, Карлом Витте и Францем фон Шобером. Позднее Ферст занимался журналистикой и работал в «Новой Бреслауской газете» Шалля, выполнял дипломатические функции и писал книги под псевдонимом «Шевалье де Лелли», в которых описал своё пребывание в Париже и биржевые спекуляции того времени.
В 1840—1847 годах Ферст служил директором Бреславльского театра, но был вынужден уйти с должности по болезни, которая вскоре приковала его к постели и лишила зрения. Ферст вернулся в приобретённое братом Гуго поместье в Херрендорфе под Мыслибужем в Ноймарке, где в уединении создал главный 600-страничный труд «Гастрософия, или Наука радостей застолья», опубликованный в двух томах в 1851 году. В «Гастрософии» Ферст возводит удовольствие от еды в ранг искусства и описывает три вида любителей еды: гурманов, гурмэ и гастрософов. В этой книге Ферст вероятно первым также вводит термин «гастрософия» на немецком языке. В первом томе рассматриваются прежде всего виды пищи (мясо, дичь, птица, овощи, пряности, соусы, рыба и т. д.), во втором — напитки (вода, вино, кофе, чай и пиво) и афинское застолье.
За это сочинение Ферста называли немецким Брилья-Савареном, хотя его «Гастрософия» осталась менее известной, чем «Физиология» Брилья-Саварена.

## Сочинения
- Hundert Sonette. (gemeinsam mit Karl Witte und Friedrich Schmidt), Breslau 1825.
- Politisches Neujahrsgeschenk. Breslau 1831.
- Cavalierperspective. Handbuch für angehende Verschwender von Chevalier de Lelly, Leipzig 1836.
- Die Pyrenäen. Breslau 1847.
- Gastrosophie oder die Lehre von den Freuden der Tafel. Leipzig 1851.